# Une voix par partie
Une voix par partie, désigne une controverse musicologique plus connue sous l’acronyme anglais OVPP (one voice per part). Elle se réfère à l’effectif des chœurs utilisé dans les cantates de Johann Sebastian Bach.
En 1981, le musicologue et chef d'orchestre Joshua Rifkin expose une théorie qui déclenche une controverse dans le milieu de la musique baroque. Selon lui, la majeure partie des œuvres d’Église composée par Bach était prévue pour être interprétée dans les séquences vocales par une seule voix pour chaque partie : soprano, alto, ténor et basse. Il se fonde sur une lecture du mémorandum de 1730 où Bach exposait ses manques de moyens et décrivait en détail les effectifs dont il souhaitait disposer.
Certains musicologues approuvèrent la thèse de Rifkin, en particulier Andrew Parrott. Des musiciens de renom comme Sigiswald Kuijken ou Marc Minkowski ont défendu l’OVPP dans leurs concerts ou leurs enregistrements. Les partisans de l’OVPP soulignent aussi les dessins et gravures de l’époque reproduisant les concerts où les effectifs représentés sont réduits.
À l’inverse, des spécialistes de Bach comme Gustav Leonhardt, Ton Koopman, Masaaki Suzuki, Philippe Herreweghe ou John Eliot Gardiner se sont opposés à cette théorie. Ils dénoncent une interprétation hasardeuse du mémorandum de 1730 ou même la justification non dite de budgets réduits. Ils rappellent que quels que soient les effectifs dont Bach disposait, il bénéficiait de renforts extérieurs. Ils opposent d’autres sources iconographiques représentant un grand nombre de choristes. Néanmoins certains d’entre eux, comme Gardiner ou Koopman, ont tenté l’OVPP à titre expérimental.